# Silba

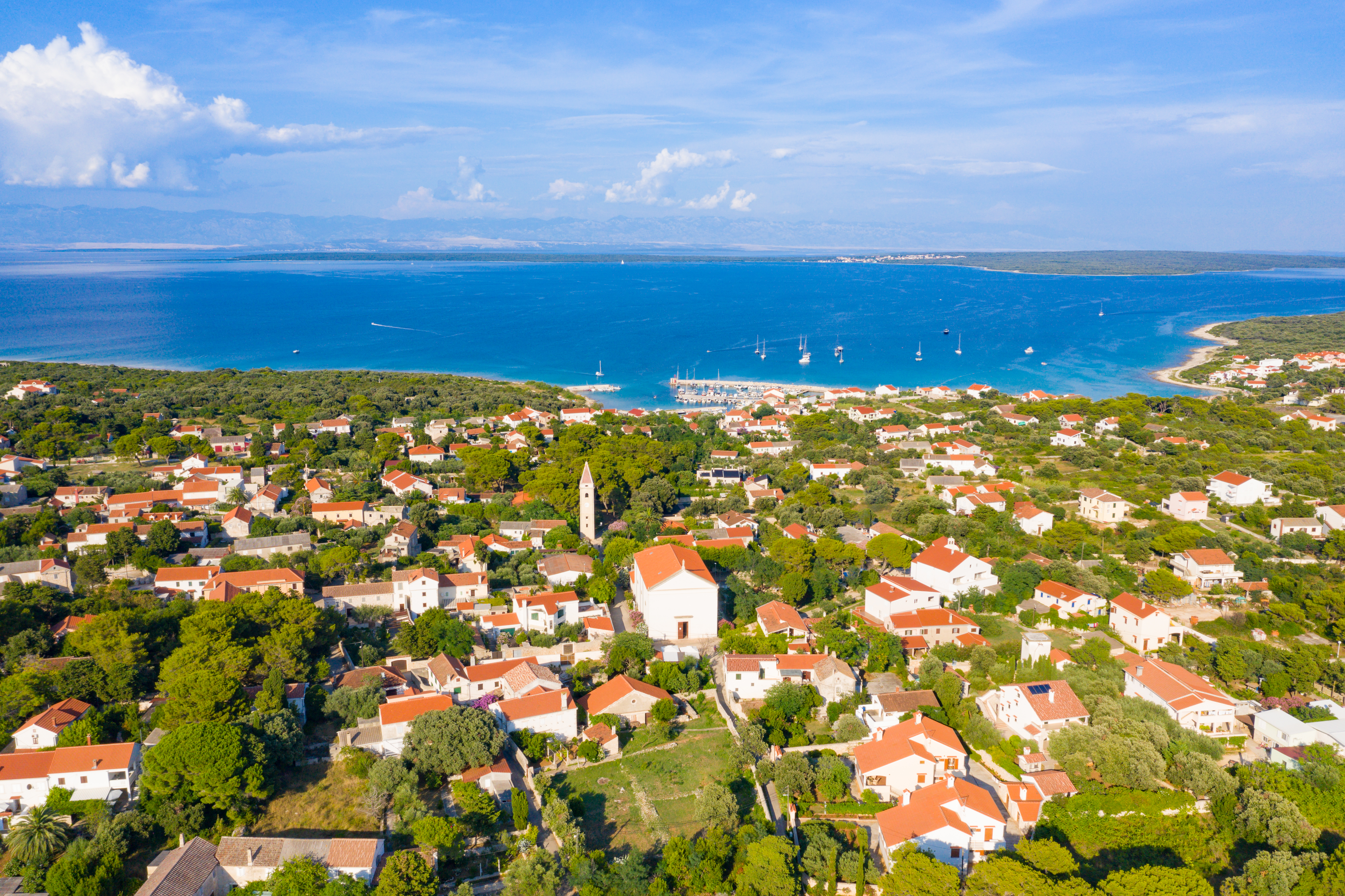
Vesnice Silba, jediné obydlené sídlo na ostrově

Silba (italsky Selve) je ostrov v Jaderském moři. Je součástí Chorvatska, leží v Zadarské župě a spadá pod opčinu města Zadar. Je zde pouze jedna obydlená vesnice, Silba, v níž trvale trvale žije 292 obyvatel, dále se zde však nacházejí i malé osady Podgomiline a Šijakovac. Nejvyšším vrcholem na ostrově je kopec Varh vysoký 83 m.
Silba je součást Zadarského souostroví a obklopuje ji mnoho ostrovů. Na jihozápadě se nachází ostrov Premuda, na východě ostrov Olib, na severozápadě ostrov Ilovik. Na jihozápad od Silby se též nachází skupina tří ostrůvků Zapadni greben, Srednji greben a Južni greben. Ostrov obklopuje mnoho malých zátok, do nichž patří Mala Smardeća, Dražice, Draga, Zaniska uvala, Luka Silba, Sotorišće, Kadetova uvala, Nozdre, Slatina, Dobra voda, Mavrova uvala, Južni Porat, Porat svetog Ante, Vele Stene, Ugljenica, Pocukmarak, Žalić, Čarpusina uvala, Papranica, Lojišće, Fratrova uvala, Kotlina, Borci, Pernastica, Garma a Vela Smardeća.
Ostrov byl obydlen již od 8. století.